# Canton de Villepinte
Le canton de Villepinte est une division administrative française située dans le département de la Seine-Saint-Denis et la région Île-de-France.

## Histoire
Le canton a été créé lors du redécoupage cantonal de 1976, par démembrement canton de Tremblay-lès-Gonesse , et ne comprenait que la commune de Villepinte.
Un nouveau découpage territorial de la Seine-Saint-Denis entré en vigueur à l'occasion des premières élections départementales suivant le décret du 21 février 2014. Les conseillers départementaux sont, à compter de ces élections, élus au scrutin majoritaire binominal mixte. Les électeurs de chaque canton élisent au Conseil départemental, nouvelle appellation du Conseil général, deux membres de sexe différent, qui se présentent en binôme de candidats. Les conseillers départementaux sont élus pour 6 ans au scrutin binominal majoritaire à deux tours, l'accès au second tour nécessitant 12,5 % des inscrits au 1er tour. En outre, la totalité des conseillers départementaux est renouvelée. Ce nouveau mode de scrutin nécessite un redécoupage des cantons dont le nombre est divisé par deux avec arrondi à l'unité impaire supérieure si ce nombre n'est pas entier impair, assorti de conditions de seuils minimaux. En Seine-Saint-Denis, le nombre de cantons passe ainsi de 40 à 21.
Dans ce cadre, le canton est supprimé et la commune de Villepinte est rattachée au canton de Sevran.
.

## Administration
| Période | Période | Identité              | Étiquette      | Qualité |
| ------- | ------- | --------------------- | -------------- | --- |
| 1976    | 1985    | Roger Lefort          | RPR            | Maire de Villepinte (1968-1977 et 1984-1995) |
| 1985    | 1992    | Jean-Claude Mejsak    | PS             | Médecin généraliste Conseiller régional d'Île-de-France (1988-1992), conseiller municipal (1977-1983 et 1989-1995), puis maire de Villepinte (1995-2001)                                                                                                |
| 1992    | 1998    | Roger Lefort          | RPR            | Maire de Villepinte (1968-1977 et 1984-1995) |
| 1998    | 2004    | Charles Vayssié       | RPR puis UMP   | Responsable d'un laboratoire de recherche Conseiller municipal de Villepinte (1984-2001) |
| 2004    | 2011    | Nelly Roland Iriberry | Apparentée PCF | Maire de Villepinte (2008-2014) |
| 2011    | 2015    | Martine Valleton      | UMP            | Retraitée de la Fonction publique Conseillère régionale d'Île-de-France (2004-2014) Conseillère municipale (1984-1989 et 2008-2011), adjointe au maire (1989-1995), maire de Villepinte (2001-2008 et depuis 2014 Elue en 2015 dans le Canton de Sevran |

## Composition
| Communes   | Population (2012) | Code postal | Code Insee |
| ---------- | ----------------- | ----------- | ---------- |
| Villepinte | 35 820            | 93420       | 93078      |

## Démographie
| 1975   | 1982   | 1990   | 1999   | 2006   | 2011   | 2012   | - | - |
| ------ | ------ | ------ | ------ | ------ | ------ | ------ | - | - |
| 17 565 | 23 745 | 30 303 | 33 782 | 35 592 | 35 850 | 35 820 | - | - |